# Собор Святого Давида
Собор Святого Давида (валл. Eglwys Gadeiriol Tyddewi, англ. St David's Cathedral) — средневековый храм в городе Сент-Дейвидс, Уэльс, в настоящее время выполняющий функции кафедрального собора епархии Сент-Дейвидс Церкви в Уэльсе. Строительство современного здания собора было начато в 1181 году. Собор посвящён национальному покровителю Уэльса — Святому Давиду.

## История собора
История утверждения христианства в данной местности традиционно связывается с деятельностью Давида Валлийского, который в VI веке основал здесь монастырскую общину, которая вскоре стала центром епархии. С 645 по 1097 годы окрестности Сент-Дейвидса подвергались многократным нападениям, в том числе викингов, в частности в 999 году от рук последних погиб епископ Морегенай, а в 1080 году — епископ Авраам. Несмотря на это Сент-Дейвидс был весьма значимым религиозным и культурным центром. Так английский король Альфред использовал научный потенциал общины для восстановления интеллектуальной жизни Уэссекса.
В 1081 году Вильгельм Завоеватель использовал паломничество в Сент-Дейвидс в качестве формального повода для своего похода по южному Уэльсу. С этого времени город и епископский престол становятся одними из важных направлений влияния англонормандской монархии в регионе. Возможно под этим влиянием или в противодействии ему в 1090 году Ригивархом было написано «Житие Давида», установившее основные положения культа главного валлийского святого. В частности, в этом житии декларируется установление архиепископского статуса Давида над всем Уэльсом.
В 1115 году в епископы Сент-Дейвидса был поставлен первый нормандский священник — епископ Бернард. Он получил от Каликста II папские привилегии, согласно которым два паломничества в Сент-Дейвидс приравнивались к паломничеству в Рим, а три — в Иерусалим. В 1131 году Бернард освятил новое здание собора, строительство которого он начал, заняв кафедру.
В 1181 году было начато строительство современного здания собора, основные проблемы его конструкции проявились в разрушении основной башни в 1220 году и значительных повреждениях после землетрясений 1247—1268 годов. К середине XIV века относятся усовершенствования, произведённые епископом Генри Гоуэром. Он, в частности, добавил в собор крестную перегородку, а также возвёл епископский дворец, соединив его с собором крытой аркадой. Епископ Гоуэр, кроме того, огородил территорию храма каменной стеной с четырьмя воротами, из которых до наших дней сохранились только «Башенные ворота» (валл. Porth y Twr). В начале XVI века Епископ Эдуард Воган возвёл Часовню Святой Троицы, которая отличается характерным ребристым сводом. В 1530—1540 годах производились значительные работы в нефе собора, которому полностью заменили крышу.
Первый англиканский епископ Уильям Барлоу в борьбе с «идолопоклонничеством» снял с усыпальницы Святого Давида все украшения из драгоценных камней, изъял все реликвии собора, и даже предпринял безуспешную попытку перенести кафедру в Кармартен. В 1550 году его наследник епископ Фаррер сжёг оставшиеся католические книги и регалии старого обряда. Тем не менее, сам собор весьма незначительно пострадал в период Реформации. Гораздо более серьёзный ущерб был причинен храму во время гражданской войны в 1648 году, когда парламентские войска разобрали крышу собора, чтобы снять с неё свинец, переплавили колокола, орган и медные украшения усыпальниц, разбили все витражи. Восточная часть нефа пребывала в разрушенном состоянии и без крыши на протяжении следующих двух столетий. С конца XIX по начало XX века в соборе проходили масштабные восстановительные работы. В частности, современный вид западный фасад собора приобрел с 1862 по 1878 годы под руководством Джорджа Гилберта Скотта.
В 1920 году, с образованием Церкви в Уэльсе и отделением её от Церкви Англии, Сент-Дейвидс сохранил свой статус центра епархии, однако последняя стала существенно меньше по площади после выделения её восточной части в диоцез Суонси и Брекона в 1923 году.
В 2001 году Башенные ворота были реконструированы, и в них был организован небольшой музей с экспозицией, посвящённой истории епархии Святого Давида.